# Chipping Campden
Chipping Campden är en ort och civil parish i grevskapet Gloucestershire i England. Orten ligger i distriktet Cotswold i området Cotswolds, cirka 8 kilometer nordväst om Moreton-in-Marsh. Tätortsdelen (built-up area sub division) Chipping Campden hade 2 037 invånare vid folkräkningen år 2011. Chipping Campden nämndes i Domedagsboken (Domesday Book) år 1086, och kallades då Campedene.